# Hilversum
Hilversum este o comună și o localitate în provincia Olanda de Nord, Țările de Jos.  Hilversum se află în regiunea 't Gooi, la 30 km sud-est de Amsterdam (autostrada de legătură A1), la 25 km nord de Utrecht (autostrada A27) și are o populație de 83.616 (2006). Orașul are trei gări: Hilversum Noord (pe linia de cale ferată Amsterdam-Amersfoort - Berlin) și Hilversum Sportpark.
Până în 1820, localitatea a fost o așezare rurală. Astăzi este „orașul mass-media”, fiind centrul radioteleviziunii. Radiodifuziunea olandeză transmite din Hilversum din anii 1920. Aici își au sediile numeroase posturi de radio și televiziune.
În Hilversum are câteva întreprinderi industriale și o importantă platformă de triaj și revizie tehnică a societății căilor ferate olandeze CRAILO. O parte din locuitorii orașului sunt navetiști care activează în Amsterdam.
În 1958 Hilversum a găzduit cea de-a treia ediție a competiției internaționale de muzică ușoară Eurovision. 
În 1994, conservatorul din Hilversum a fuzionat cu conservatorul Sweelinck formând „Conservatorium van Amsterdam” (cu sediul în Amsterdam).
În Mediapark din Hilversum a fost asasinat în mai 2002 omul politic ecologist cu vederi populiste Pim Fortuyn.

## Născuți în Hilversum
| - Cornelis Perk (1770-1813), poet - Albertus Perk (1795-1880), notar și secretar al primăriei - Hendrik Brouwer (1870-1946), om politic - Karel Alberdingk Thijm (1864-1952), scriitor (sub pseudonimul Lodewijk van Deyssel) și polemist - David Schulman (1881-1966), pictor - Nico van Rijn (1887-1962), pictor - Petrus Antonius Nierman (1901-1976), episcop de Groningen - Fredericus Johannes Giltay (1907-1970), pictor - Henk de Looper (1912-2006), jucător de hochei - Floris Bakels (1915-2000), membru al Rezistenței olandeze în al doilea război mondial și scriitor - Emmy Lopes Dias (1919-2005), actriță - Joop den Uyl (1919-1987), om politic (preș. Partidului Muncii, PdA; prim-ministru 1973-1977) - Jaap ter Haar (1922-1998), scriitor - Nel van Vliet (1926-2006) înotătoare - Pim Jacobs (1934-1996), muzician (pian) și TV show-master - Geertje Wielema (1934), înotătoare - Chris Hinze (1938), muzician (jazz) - Ruud Jacobs (1938), muzician (jazz) și producer - Sytze van der Zee (1939), jurnalist - Bessel Kok (1941), om de afaceri și șahist - Ineke Tigelaar (1945), înotătoare - Evert Kroon (1946), jucător de polo pe apă - Harmke Pijpers (1947), prezentatoare la TV - Jan Franssen (1951), om politic - Ton Scherpenzeel (1952), muzician(keyboards), cofondator al grupului de muzică rock Kayak) - John Jaakke (1954), președintele clubului de fotbal Ajax - Ton van Klooster (1954), înotător și antrenor - Nico Landeweerd (1954), antrenor internațional de polo pe apă - Rob Schouten (1954), poet, scriitor și ziarist - John de Mol (1955), om de afaceri, miliardar (v. companiile Endemol, Talpa); fratele actriței Linda de Mol (v. mai jos) - Arjan Ederveen (1956), cabaretist, actor - Albert Voorn (1956), campion olimpic la echitație (săritură la obstacole) - Ellen Bontje (1958), vicecampioană mondială la echitație (dresaj clasic) - Hansje Bunschoten (1958), înotătoare și prezentatoare de televiziune - Max Werner (1959), muzician (voce și percuție) - Erwin Olaf (1959), fotograf, realizator de filme și clipuri documentare - Arjen Lucassen (1960), muzician (rock) - Myrna Goossen (1962), prezentatoare - André Rouvoet (1962), om politic, membru în Partidul Creștin Democrat - Sven van Veen (1962), disc-jockey - Linda de Mol (1964), actriță, TV show master; sora lui John de Mol - Eric de Rooij (1965), scriitor - Paul Groot (1967), actor, cabaretist, scenarist - Owen Schumacher (1967), jurist, autor, stand-up comedian - Margot Kraneveldt (1967) - Mandy Huydts (1969), cântăreață - Ruud de Wild (1969), prezentator, disc-jockey - Brecht van Hulten (1970), prezentatoare - Marjon Keller (1970), cântăreață |